# Ялпаїт
Ялпаїт, хальпаїт (рос. хальпаит; англ. jalpaite; нім. Jalpait m) — мінерал, сульфід срібла та міді.
За назвою родовища Хальпа (Мексика), J.F.A.Breithaupt, 1858.

## Опис
Хімічна формула: Ag3CuS2. Містить (%): Ag — 71,73; Cu — 14,06; S — 14,21.
Сингонія тетрагональна, псевдокубічна. Дитетрагонально-дипірамідальний вид. Зустрічається в суцільних масах, щільних аґреґатах. Спайність добра за призмою. Густина 6,765-6,890. Тв. 2,5-3,0. Колір чорно-свинцево-сірий. Часто чорна гра кольору. Риса чорна. Блиск металічний. Непрозорий. Ковкий та гнучкий. Ріжеться ножем. Непрозорий. Добрий провідник електрики. Анізотропний. Гідротермальний. Зустрічається разом з арґентитом, штромейєритом, самородним сріблом та золотом. Рідкісний. Осн. знахідки: Тресс-Пунтас (Мексика), Пршибрам (Чехія).